# GAE
株式会社GAE（ジーエーイー）は、東京都港区に本社を置く日本の企業。コンピュータゲームの企画・制作・販売などを主業務とする。
旧社名は株式会社グローバル・A・エンタテインメント（グローバル・エー・エンタテインメント）で、社名をよりわかりやすくするため、2009年2月に商号変更した。
開発タイトルについては、2010年代後半以降はソーシャルゲームやスマートデバイス向けゲームアプリなどのF2P（基本無料）ゲームが主体となっている。

## 主な開発タイトル
- 悪代官シリーズ
- 冒険!ドンドコ島
- タムタム・パラダイス
- 信長戦記
- 信長異聞
- 大奥記（開発：有限会社ダフト）
- ザ・マエストロムジークシリーズ[1]
- くるりんドーナツお菓子なレシピ
- 「知識王」シリーズ
  - 「知識王」シリーズ トレインマスター
- 世界はあたしでまわってる
- 注文しようぜ!俺たちの世界
- 「コスメちっく☆パラダイス」シリーズ
  - コスメちっく☆パラダイス
  - コスメちっく☆パラダイス 〜メイクのキセキ〜
  - コスメちっく☆パラダイス 〜キレイのマホウ〜
  - コスメちっく☆パラダイス 〜プリンセスライフ〜
- ダンジョンメーカーシリーズ
  - クロニクル オブ ダンジョンメーカー （発売：タイトー）
  - ダンジョンメーカー 魔法のシャベルと小さな勇者
  - ダテにガメついワケじゃねェ! （発売：アイデアファクトリー）
- びっくり! とびだす! 魔法のペン
- 幻想水滸伝 紡がれし百年の時（発売：コナミデジタルエンタテインメント）
- ビズ能力DSシリーズ 話心の素（発売：コクヨ）
- 呪医 Dr.杜馬丈太郎 （発売：タイトー）